# Stedinghus
Stedinghus beliggende på Chr. F. Jensens vej 8 i Jyderup, har fungeret som selvejende kostskoleafdeling under Jyderup Realskole fra 1973 til 1982.
Stedinghus bestod af en afdeling med 23 små elever og en afdeling med 23 store elever. Foruden elever, der fulgte undervisningen på Jyderup Realskole, var der på Stedinghus Kostskole elever, der gik på gymnasium, HF og handelsskolen i Kalundborg eller gennemgik anden uddannelse i forlængelse af Realskolens afgangsklasse.
I forbindelse med kostskolens ophør, blev Stedinghus Opholdssted og Udslusning etableret.
1. ↑  Frikvarter, skoleblad for Jyderup Realskole, juni 1977, Jyderup Bogtrykkeri.